# Regne de Whydah

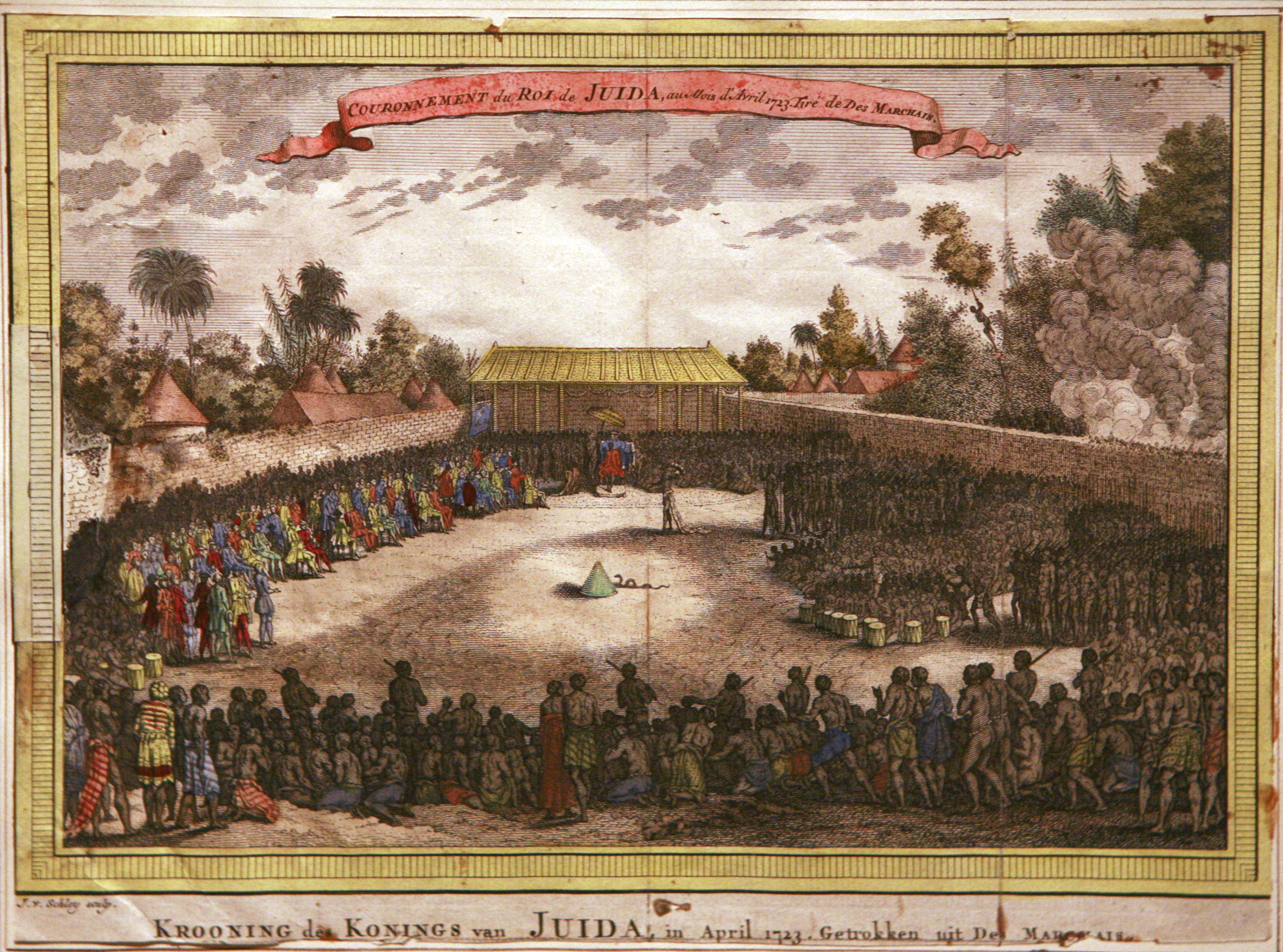
Coronació del Rei de Whydah, per Jacob Van der Schley (1715-1779)

El Regne de Whydah fou un regne a la costa d'Àfrica de l'oest en les fronteres de la nació moderna de Benín. Entre 1677 i 1681 va ser conquerit pels Akwamu, un del pobles akans. Fou un important port de comerç d'esclaus. El 1700 tenia un línia de costa d'uns 16 km; sota el rei Haffon la seva costa es va expandir fins a uns 65 km i uns 40 km cap a l'interior.
El regne de Whydah estava centrat a Savi o Savi Hweda (nom alternatou del regne). El darrer governant de Whydah fou el rei Haffon, que va ser deposat el 1727, quan el regne de Whydah va ser conquerit (i annexionat) pel regne de Dahomey.

## Nom
El nom Whydah (també Hueda, Whidah o Whidaw) és un anglicisme de la forma Xwéda (pronunciat o-wi-dah), la paraula original en llengua ioruba del país. Quan els portuguesos van arribar inicialment a la costa del sud d'Àfrica de l'oest, van entendre el nom com Ajudá. Avui la ciutat portuària d'Ouidah, a l'oest de l'antic regne de Popo, on la majoria dels comerciants d'esclaus europeus van viure i treballar, va agafar el nom del regne.
L'àrea dona el seu nom a l'ocell de Whydah, i al vaixell pirata Whydah Gally del capità pirata Black Sam Bellamy, abans vaixell d'esclaus que va naufragar a Massachusetts.

## Vida dins Whydah
Segons el compte d'un europeu que va estar a la ciutat el 1692–1700, Whydah exportava alguns milers d'esclaus al mes, principalment de l'interior d'Àfrica. Per aquesta raó, ha estat considerat un "mercat principal" d'éssers humans. Quan el rei no podia subministrar als comerciants europeus els esclaus suficients, ho complementava amb les seves pròpies mullers. Els robatoris eren comuns. Cada cosa a Whydah pagava un peatge al rei, però la corrupció entre els recaptadors era endèmica. Malgrat això el rei era ric, i vestia amb or i plata (béns dels quals poc era conegut a la ciutat). Imposava un respecte gran, i mai era vist menjar. El color vermell estava reservat per a la família reial. El rei era considerat immortal, malgrat els reis successius que havien mort de causes naturals. L'interregne, fins i tot d'un sol dia o pocs dies, provocava saquejos i anarquia. Les mullers eran aïllades i protegides pels seus marits; hi havia registrats pares amb més de dos-cents fills. Tres objectes públics eren el tema de devoció: alguns arbres, el mar, i un tipus de serp. Aquesta serp era el tema de moltes històries i incidents; era adorada potser perquè es menjava les rates que altrament espatllaven la collita. Sacerdots i sacerdotesses eren tinguts en alta consideració i no subjectes a la pena capital. El rei podia aixecar 200.000 homes, però aquests eren "tan dèbils i covards" que fàcilment podrien ser derrotats. En comparació, altres estimacions varien de vint mil, tot i que la interpretació contemporània és generalment que aquests exèrcits eren de "mida aclaparadora". Les batalles eren normalment guanyades per la força dels números, amb el bàndol dèbil que fugia.

## Presència europea
Quan el rei Haffon va pujar al poder el 1708, empreses de comerç europeu havien establert una presència significativa a Whydah i estaven en competència constant per guanyar el favor del rei. La Companyia Francesa de les Índies es va presentar a Haffon amb dos vaixells de càrrega i un extravagant tron d'estil Lluís XIV, mentre que la Companyia Reial Africana (britànica) li va regalar una corona. Tals pràctiques il·lustren l'alt nivell de dependència que tenien els comerciants d'europeu dels poders africans natius al començament del segle xviii i també la relació propera que va emergir entre les dues entitats. Aquesta associació és també reiterada pel fet que les factories de les companyies comercials dels holandesos, britànics, francesos, i portuguesos estaven a la vora del palau reial d'Haffon a la ciutat de Savi. Aquestes factories van servir d'importants centres diplomàtics i comercials entre empreses europees i el regne de Whydah.
Mentre les factories de les companyies van facilitar la interacció entre comerciants europeus i natius africans, el centre real de les operacions europees a Whydah eren els diversos forts que van existir al llarg de la costa a prop la ciutat de Glewe. Posseïts per la Corona portuguesa, la Companyia Francesa de les Índies, i l'Empresa Reial Africana Reial, els forts eren principalment utilitzats per emmagatzemar esclaus i mercaderies comercials. Fets de parets de fang, els forts van proporcionar una tolerable protecció pels europeus però no eren prou forts per resistir un atac legítim dels nadius. A més, com que els forts van ser construïts a més de tres milles terre endins (uns 5 km), els canons dels forts no podien protegir eficaçment als vaixells europeus que eren al port i els vaixells ancorats al port no podrien venir en ajut dels forts en temps de necessitat. En aquest sentit, mentre els forts pretenien mostrar algun grau d'influència europea, la realitat era que els europeus van confiar fortament en el rei per a la protecció i en els nadius locals pel sosteniment en menjar i llenya. Aquesta relació agafaria una volta dràstica amb la decadència de l'autoritat reial i l'increment de les lluites de poder intern que es van donar tot el segle xviii i dos terços del segle xix que van culminar amb la colonització francesa de la regió el 1872.

## Presa de poder per Dahomey
El 1727, Whydah va ser conquerit pel rei Agaja del regne de Dahomey. La incorporació de Whydah a Dahomey va transformar aquest darrer en un poder regional significatiu. Tanmateix la guerra constant contra l'Imperi d'Oyo de 1728 a 1740 va resultar en Dahomey esdevenint un estat tributari d'Oyo.

## Llista de reis
- vers 1580 - 1620 Haholo
- vers 1620 - 1640 Kpassé
- vers 1640 - 16.. Sense informació
- 16.. - 16.. Sense informació
- 1671 - 1703 Ayohuan (Ayohwan)
- 1704 - 1708 Aysan (Amah)
- 1708 - 1741 Hufon (Huffon)
- 1741 - 1753 Sense informació
- 1753 - 1774 Sagbe (sotmès a Dahomey)
- 1774 - 1775 Agbami (Agbamy) (sotmès a Dahomey)
- 1776 - 1802 Akanmou (sotmès a Dahomey)
- 1804 - 1819 Dèkpon (sotmès a Dahomey)
- 1820 - 1843 Dèdé (sotmès a Dahomey)
- 1844 - 1857 Dèdji (sotmès a Dahomey)
- 1868 - 1879 Adjossogbé (independent)
- 1879 - 1882 Zinhummé
- 1882 - 1884 Seklocka
- 1884 - 1887 Aguessi Dagba
- 1887 - 1890 Jagba
- 1890 - 1898 Nagbododhone
- 1898 - 2006 Vacant, govern francès
- 2006? - Mitodaho Kpassenhon (governant tradicional)

## Governadors de Dahomey
- 1727 - 1744 Dassu
- 1744 - 1765 Dedele
- 1765 - .... Sekplon
- .... - .... Bassoh
- .... - 1868 Diversos governadors no coneguts